# Battersea Railway Bridge
Il Battersea Railway Bridge o Cremorne Bridge è un ponte sul fiume Tamigi a Londra, tra Battersea e Chelsea, e costituisce parte della West London Line, sezione del complesso noto come London Overground.

## Storia
Il ponte, progettato da William Baker, capo ingegnere della London and North Western Railway, fu inaugurato nel marzo 1863; il suo costo complessivo fu stimato di 87.000 sterline. Il ponte supporta due serie di linee ferroviarie e si compone di cinque archi con travi reticolari di 37 m ciascuna, impostati su pilastri di pietra. All'interno della Network Rail, questo ponte è indicato anche come "Chelsea River Bridge".
A rigor di termini la struttura può essere considerata un viadotto in quanto si compone di 5 campate.
Sul lato nord del ponte vi è un viadotto a tre arcate, in mattoni, con un arco aperto per l'attraversamento pedonale sotto la ferrovia. Sul lato sud ci sono quattro archi, due dei quali utilizzati come deposito per i residenti di una casa galleggiante situata immediatamente a valle del ponte, mentre gli altri due permettono al traffico della B305 di sottopassare la linea ferroviaria.
Il ponte è stato consolidato e restaurato nel 1969 e, di nuovo, nel 1992. Durante l'alta marea, alla fine del 2003, la struttura fu colpita da una chiatta di rifiuti che danneggiò alcuni degli elementi strutturali inferiori. Fino alle riparazioni completate all'inizio del 2004, la linea superiore (direzione normale da West Brompton verso Clapham (svincolo Latchmere) è rimasta chiusa al traffico merci ferroviario ed è stata causa di seri ritardi al trasporto passeggeri della West London Line. 
I treni che attraversano il ponte sono soggetti a limite di velocità (se trainati da locomotive il limite é 30 km/h, il resto è limitato a 50 km/h) e questo rende l'attraversamento del Battersea Railway Bridge tra i più lenti sul Tamigi. Le linee sono percorribili in entrambe le direzioni di marcia.
Il ponte è stato dichiarato come Monumento classificato di Livello II nel 2008, ricevendo la protezione necessaria per conservare il suo carattere speciale.